# Dnešice
Dnešice (en allemand : Dneschitz) est une commune du district de Plzeň-Sud, dans la région de Plzeň, en République tchèque. Sa population s'élevait à 821 habitants en 2022.

## Géographie
Dnešice se trouve à 7 km au nord-ouest de Přeštice, à 17 km au sud-sud-ouest de Plzeň et à 100 km à l'ouest-sud-ouest de Prague.
La commune est limitée par Chotěšov, Vstiš et Dobřany au nord, par Chlumčany, Horní Lukavice et Přeštice à l'est, par Oplot et Soběkury au sud, par Přestavlky au sud-ouest, et par Stod à l'ouest.

## Histoire
La première mention écrite de la localité date de 1115.

## Administration
La commune se compose de deux sections :
- Černotín
- Dnešice

## Galerie

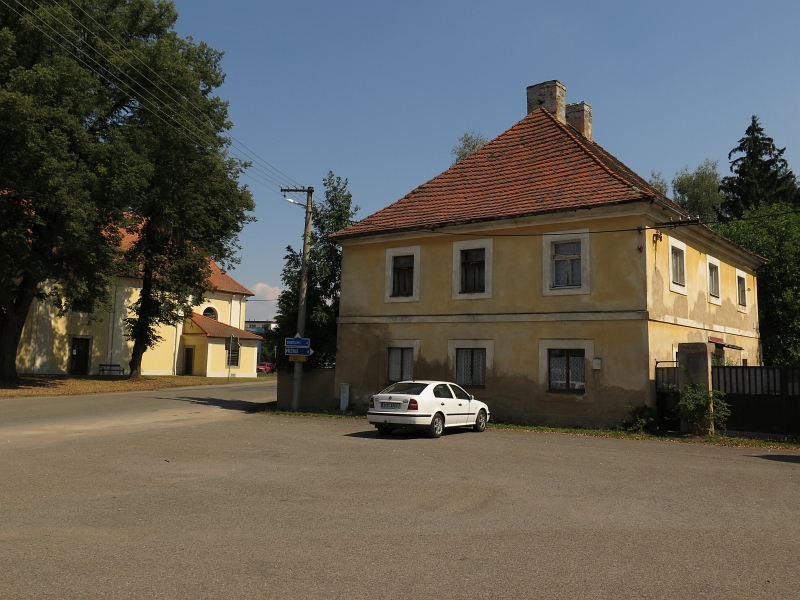
Centre de Dnešice.
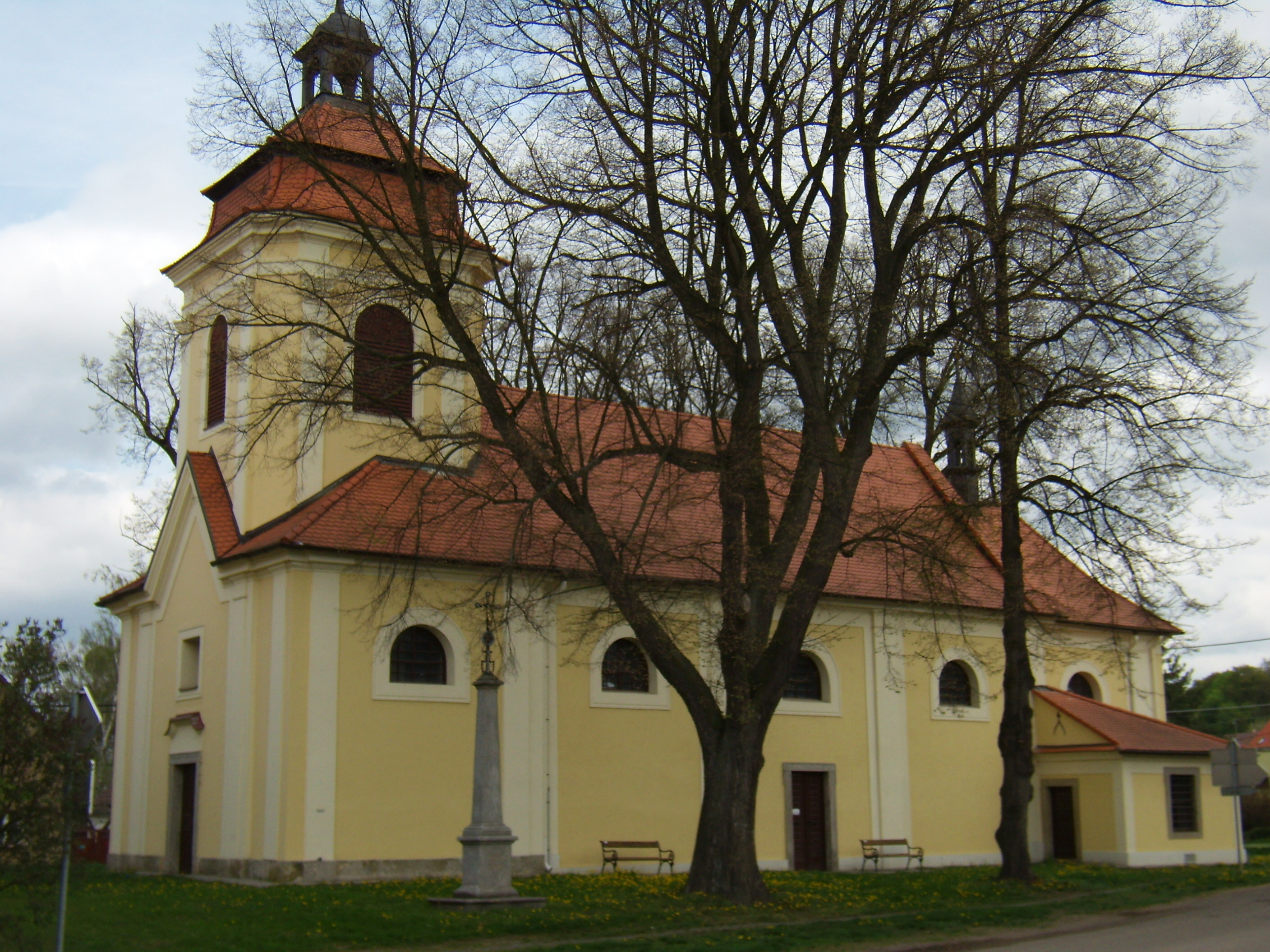
Dnešice : église Saint-Venceslas.

## Transports
Par la route, Dnešice se trouve à 7 km de Přeštice, à 23 km de Plzeň et à 112 km de Prague. 